# ガイズウェア
株式会社カラフル（英: colorful Inc.）は、かつて存在した日本のコンピュータゲーム開発会社。
2006年に株式会社ガイズウェアとして創業、2019年8月に株式会社カラフル（旧）を吸収合併し旧ガイズウェアを存続会社として新会社カラフルが発足。
2020年10月よりポールトゥウィンホールディングスの連結子会社である株式会社キューピストの子会社となり、2022年8月1日に株式会社キューピストへ吸収合併された。

## 概要
アドベンチャーゲームの製作が多く、特にアニメや漫画を原作としたキャラクターゲームを数多く手がけている。
マーベラスエンターテイメント、バンダイナムコゲームスと取引があり、開発したゲームは上記2社から販売されることが多い。

## 作品一覧
1. はぴねす! でらっくす（2007年1月25日発売）
2. ルミナスアーク（2007年2月8日発売） ※開発協力
3. オレンジハニー〜僕はキミに恋してる〜（2007年4月26日発売）
4. 銀魂 銀さんと一緒! ボクのかぶき町日記（2007年8月30日発売）
5. おおきく振りかぶって ホントのエースになれるかも（2007年12月13日発売）
6. 涼宮ハルヒの約束（2007年12月27日発売）
7. School Days L×H（2008年1月17日発売）
8. LUX-PAIN -ルクス・ペイン-（2008年3月27日発売、イベント絵コンテ担当）
9. Clear -クリア- 新しい風の吹く丘で（2009年2月19日発売）
10. とらドラ・ポータブル!（2009年4月30日発売）
11. ゴルゴ13 ファイルG13を追え（2009年6月18日発売）
12. おおかみかくし（2009年8月20日発売）
13. 俺の妹がこんなに可愛いわけがない ポータブル（2011年1月27日発売）
14. 魔法少女リリカルなのはA's PORTABLE -THE BATTLE OF ACES- DLマガジン「デジタルなのは」（2011年2月26日配信開始）
15. 涼宮ハルヒの追想（2011年5月12日発売）
16. 魔法少女まどか☆マギカiP（2012年1月20日配信開始）
17. 僕は友達が少ない ぽーたぶる（2012年2月23日発売）
18. 俺の妹がこんなに可愛いわけがない ポータブルが続くわけがない（2012年5月17日発売）
19. あの日見た花の名前を僕達はまだ知らない。（2012年8月30日発売）
20. アクセル・ワールド -銀翼の覚醒-（2012年9月13日発売）
21. やはりゲームでも俺の青春ラブコメはまちがっている。（2013年9月19日発売）
22. 俺の妹がこんなに可愛いわけがない。 ハッピーエンド（2013年9月26日発売）
23. 変態王子と笑わない猫（2013年10月31日発売）
24. ハナヤマタ よさこいLIVE！（2014年11月13日発売）
25. キャプテン・アース Mind Labyrinth（2015年2月26日発売）
26. 冴えない彼女の育てかた -blessing flowers-（2015年4月30日発売）
27. やはりゲームでも俺の青春ラブコメはまちがっている。続（2016年10月27日発売）